# Ain't She Sweet
«Ain't She Sweet» es una canción compuesta por Milton Ager (música) y Jack Yellen (letra) y publicada en 1927 por Edwin H. Morris & Co., Inc./Warner Bros. Inc.. Fue grabada por la orquesta de Lou Gold como baile del estilo de foxtrot. 
«Ain't She Sweet» se hizo popular en la primera mitad del siglo XX, y es una de las canciones de éxito que tipificaban los locos años veinte, al igual que «Happy Days Are Here Again» (1929), que se convirtió en una canción común del Tin Pan Alley. Tanto Ager y Yellen fueron elegidos como miembros del Salón de la Fama de los Compositores.
Milton Ager escribió "Ain't She Sweet" por su hija Shana Ager, que en su vida adulta fue conocida como la comentarista política Shana Alexander.

## Versión de The Beatles
"Ain't She Sweet" también fue grabada por The Beatles con John Lennon como la voz principal. Fue grabada el 23 de junio de 1961 en la Fundación Friedrich-Ebert-Halle, Hamburgo, Alemania, con Pete Best en la batería , y producido por Bert Kaempfert, lanzado como sencillo el 29 de noviembre de 1964, por Polydor Records (Reino Unido), y está incluida en el álbum Anthology 1 lanzado en 1995. Una interpretación diferente, grabado durante una sesión de improvisación en 1969 con Ringo Starr en la batería, está incluida en el álbum Anthology 3 de The Beatles - es la única canción que aparece en dos de tres álbumes del proyecto Anthology. Una versión en solitario de la canción también fue incluida en el box set John Lennon Anthology.

## Otras Versiones
- Ben Bernie y su Orquesta - 1927
- Gene Austin - 1927
- Lillian Roth -1933
- Winifred Atwell - Decca Records
- Pearl Bailey - 1949
- Beatles - 1960
- Eddie Cantor
- Judy Carmichael - 1985
- Tommy Dorsey - Decca Records
- Dukes of Dixieland
- Erroll Garner
- Ken Griffin - Columbia Records
- Fletcher Henderson
- Michael Holliday - EMI Records
- Sammy Kaye - 1960
- Johnny Maddox
- Billy May - Capitol Records
- Jimmy Smith
- El Duelo de Ajedrez - 2016

Ignacio Corsini - 1930